# Michał Hieronim Ancuta
Michał Hieronim Ancuta herbu własnego (zm. po 1724 roku) – duchowny sekretarz wielki litewski w latach 1713–1724, kanonik lateraneński, prepozyt warszawski i borzęciński.